# Io Petru Voievod
Io Petru Voievod este un film românesc din 1977 regizat de Slavomir Popovici.